# جیمی وایت
جیمی وایت (انگلیسی: Jimmy White؛ زادهٔ ۲ مهٔ ۱۹۶۲) اسنوکرباز حرفه‌ای چپ‌دست اهل انگلستان است که به خاطر شیوهٔ بازی تهاجمی سیالش ملقب به گردباد شده بود. او شش دوره به فینال مسابقات جهانی راه یافت اما در کسب قهرمانی ناکام بود. به خاطر محبوبیت فراوانش به او «قهرمان مردم» می‌گفتند.
جیمی وایت نخستین چپ‌دست و دومین اسنوکربازی است که در مسابقات جهانی موفق به ماکزیمم بریک شده است.